# Esta

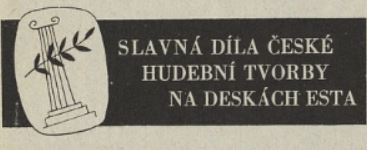
Reklama firmy ESTA (Světozor, 1942)

Esta bylo české hudební vydavatelství působící na území Československa ve 30. a 40. letech 20. století.
Jako první velké domácí vydavatelství gramofonových desek vznikla Esta v roce 1930, kdy ji založila pražská firma Foresta zabývající se prodejem stavebního dříví. Samotné vydavatelství se v roce 1938 stalo součástí koncernu Melantrich. Na gramofonových deskách vydávala Esta především mluvené slovo, ale také lidové písně nebo orchestrální nahrávky Harryho Hardena. Největší popularity dosáhla ve druhé polovině 30. let. Nahrávací studio měla v pražských Holešovicích v sále Domovina. Esta fungovala i během Protektorátu, kdy rovněž distribuovala nahrávky na Slovensko. Po skončení druhé světové války bylo vydavatelství v roce 1946 na základě Benešových dekretů znárodněno (stejně jako druhý velký český prvorepublikový vydavatel gramofonových desek Ultraphon) a stalo se součástí národního podniku Gramofonové závody.